# اسير (إيران)
اسير (بالفارسية: اسیر) هي منطقة سكنية تقع في محافظة فارس  في إيران. يقدر عدد سكانها بـ 2,181 نسمة. 